# Német Károly
Német Károly (Fischer) (Vásárút, 1873. október 27. – Budapest, 1930. december 6.) piarista szerzetes, tanár, irodalomtörténész.

## Életútja
Német Károly szabómester és Pirk Katalin fia. 1885-1889-ben Pozsonyszentgyörgyön járt a gimnáziumba; tanulmányait 1892-ben Nyitrán folytatta, ahonnét a kegyes-tanítórendbe lépett Vácon 1892. augusztus 27-én. 1894-ben Kecskeméten elvégezte a VIII. osztályt. Ezután 1897-ig Kolozsváron egyetemi hallgató és teológus volt. Itt indította meg Hraskó István társával 1896. novemberben a Kalazantinum című folyóiratot, mely eleinte lithografálva, majd a III. évfolyamtól kezdve nyomtatva jelent meg a Kalazantinum nevelőintézet tagjainak szerkesztésében. 1895. augusztus 15-én áldozópappá szentelték Vácon. Ugyanezen év szeptemberében a temesvári gimnáziumhoz került, ahonnét 1899-ben Kecskemétre helyezte a rend kormánya, ahol a főgimnázium tanára volt. 1912-től Budapesten volt gimnáziumi tanár.
Cikkei a Kalazantinumban (II. évf. Arany János Toldijának szerkezete, Toldi 50 éves évfordulóján); az Ethnographiában (XIII. 1902. Régi házi orvosságok); a Kecskemétben (1902. 19. sz. Száz év előtt lefolyt aranylakodalom).
Kéziratban: Baróti Szabó Dávid élete és munkái, Régi tréfás gazdasági és gazdasszonyi tanácsadások.